# Lisa Lisa and Cult Jam
Lisa Lisa and Cult Jam est un groupe américain de pop rock urban, originaire de New York, actif entre 1984 et 1991.

## Histoire
Lisa Lisa and Cult Jam est l'un des premiers groupes de freestyle à émerger à New York dans les années 1980. Il est constitué de la chanteuse Lisa Lisa, du guitariste et bassiste Alex « Spanador » Moseley et du batteur et claviériste Mike Hughes. Actif entre 1984 et 1991, le groupe est initié et produit par Full Force.

## Discographie

### Albums studio
| 1985                                                                           | Lisa Lisa and Cult Jam with Full Force - Sortie : 2 août 1985 - Label : Columbia | 52  | 16 | —  | 96 | - RIAA : Platine           |
| 1987                                                                           | Spanish Fly - Sortie : 8 avril 1987 - Label : Columbia                           | 7   | 7  | 18 | —  | - RIAA : Platine - MC : Or |
| 1989                                                                           | Straight to the Sky - Sortie : 12 avril 1989 - Label : Columbia                  | 77  | 18 | 63 | —  |                            |
| 1991                                                                           | Straight Outta Hell's Kitchen - Sortie : 20 août 1991 - Label : Columbia         | 133 | 29 | —  | —  |                            |
| « — » indique un album qui n'a pas été classé ou n'est pas sorti dans le pays. |                                                                                  |     |    |    |    |                            |

- A Album crédité à Lisa Lisa.